# Bereza Kartuska (gmina)
Bereza Kartuska (lub Bereza Kartuzka) – dawna gmina wiejska istniejąca do 1932 roku w woj. poleskim. Siedzibą gminy była Bereza Kartuska, która stanowiła odrębną gminę miejską.
W okresie międzywojennym gmina należała do powiatu prużańskiego w woj. poleskim. 22 stycznia 1926 roku do gminy Bereza Kartuska przyłączono części obszaru gmin Rewjatycze i Sielec.
1 kwietnia 1932 gminę zniesiono, a jej obszar włączono do gmin  Malecz i Sielec oraz do nowo utworzonej gminy Siechniewicze.